# Gerlachius
Gerlachius är ett släkte av rundmaskar. Gerlachius ingår i familjen Meyliidae.
Släktet innehåller bara arten Gerlachius lissus.